# Fábio de Jesus
Fábio de Jesus (sinh ngày 16 tháng 10 năm 1976) là một cầu thủ bóng đá người Brasil.

## Sự nghiệp câu lạc bộ
Fábio de Jesus đã từng chơi cho Gamba Osaka và Shimizu S-Pulse.

## Thống kê câu lạc bộ

### J.League
| Đội             | Năm       | J.League | J.League | J.League Cup | J.League Cup | Tổng cộng | Tổng cộng |
| Đội             | Năm       | Trận     | Bàn      | Trận         | Bàn          | Trận      | Bàn       |
| --------------- | --------- | -------- | -------- | ------------ | ------------ | --------- | --------- |
| Gamba Osaka     | 2002      | 20       | 0        | 6            | 0            | 26        | 0         |
| Shimizu S-Pulse | 2004      | 3        | 0        | 1            | 0            | 4         | 0         |
| Tổng cộng       | Tổng cộng | 23       | 0        | 7            | 0            | 30        | 0         |